# Elisenda Paluzie i Hernández
Elisenda Paluzie i Hernández   (Barcelona, 13 d'octubre de 1969) és una economista i activista política catalana, presidenta de l'Assemblea Nacional Catalana des de març de 2018 fins a maig de 2022.

## Biografia
És filla de l'advocat Lluís Paluzie i Mir i de Mercè Hernàndez, els pares de la qual eren originaris de Sotalbo (Àvila) i Colombres (Astúries). Per part paterna, procedeix d'una nissaga d'intel·lectuals catalans, entre els quals destaquen Esteve Paluzie i Cantalozella, Faustí Paluzie i Tallé, Josep Paluzie i Lucena, Alfred Paluzie i Lucena, Lluís Paluzie i Lucena, Antoni Paluzie i Borrell, Jesús Paluzie i Borrell i Mercè Paluzie i Borrell (escriptora infantil amb el pseudònim Florencia de Arquer).

### Trajectòria acadèmica
És màster en Economia Internacional i Desenvolupament Econòmic per la Yale University (1996) i doctora en Economia per la Universitat de Barcelona (1999). Va obtenir una beca de la Caixa per a fer recerca predoctoral a la London School of Economics (1997-1998). Va gaudir de beques postdoctorals (beques Batista i Roca i beques d'estades a l'estranger de la Generalitat de Catalunya i Research Training Network de la Comissió Europea) per cursar estades de recerca postdoctoral a la London School of Economics (2000-2001) i al CERAS, École des ponts ParisTech, París (2002-2003) (integrada posteriorment a la Paris School of Economics).
Ha publicat articles sobre temes de comerç internacional i geografia econòmica en revistes internacionals com Journal of Economic Geography, Journal of Regional Science, Regional Studies, Papers in Regional Science, Spanish Economic Review i Cliometrica, entre d'altres. També ha publicat articles sobre el dèficit fiscal de Catalunya i el sistema de finançament autonòmic en revistes com Idees, en informes (III Informe IEB de Federalismo Fiscal), i en diversos llibres. Ha escrit sobre la viabilitat econòmica de la independència de Catalunya, en llibres com l'editat per Bosch, N., Espasa, M. i Solé-Ollé, A. (Eds.), The political economy of inter-regional fiscal flows: measurement, determinants, and effects on country stability o l'editat per Nagel, K-J. i Rixen, S. (Eds) Catalonia in Spain and Europe. Is There a Way to Independence. L'octubre de 2014 va publicar el llibre Podem! les claus de la viabilitat econòmica de la Catalunya independent, editat per Rosa dels Vents (Penguin-Random House). L'obra va ser premiada amb el XIV Premi Catalunya d'Economia, concedit per la Societat Catalana d'Economia, filial de l'Institut d'Estudis Catalans, el novembre de 2015.
El 18 de febrer de 2009 fou elegida primera degana de la Facultat d'Economia i Empresa de la Universitat de Barcelona. Va renovar el mandat de degana el març de 2013, el qual va finalitzar el 19 d'abril de 2017. L'1 d'octubre de 2012 va ser nomenada col·legiada d'honor pel Col·legi Oficial de Titulats Mercantils i Empresarials de Barcelona, per destacar la seva trajectòria en l'àmbit de la docència i la recerca, però també en reconeixement de la Facultat d'Economia i Empresa, hereva de l'antiga Escola d'Estudis Empresarials.
Durant el seus dos mandats, va impulsar diversos projectes d'internacionalització de la Facultat d'Economia i Empresa, com UB School of Economics, que es va presentar el 25 de juny de 2012 amb una conferència del catedràtic d'Oxford, Anthony J. Venables, i UB Business School, que es va crear el 2014. També va incorporar la Facultat al procés de captació de doctors en el mercat acadèmic internacional (Job Market en Economia). També va impulsar el mecenatge dels antics alumnes amb el Mur dels Alumni.

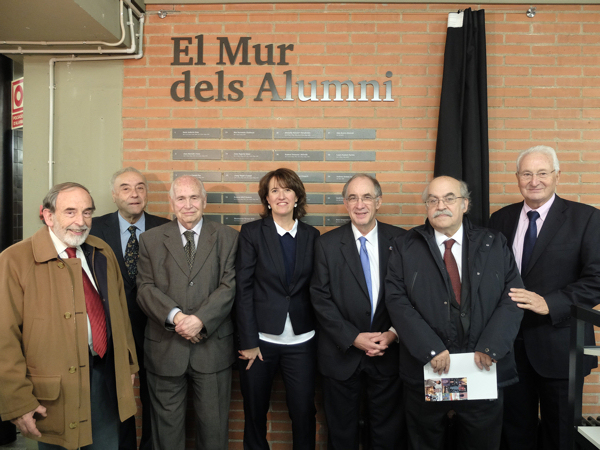

Catedràtica d'Economia a la Universitat de Barcelona des del 10 de març de 2020, prèviament havia estat professora titular d'Economia a la mateixa universitat des del 2001. Membre del Centre d'Anàlisi Econòmica i de Polítiques Socials (CAEPS) de la UB, integrat a l'Institut de Recerca BEAT (Barcelona Economic Analysis Team). Actualment és membre del Claustre de la UB en representació del professorat de la Facultat d'Economia i Empresa i ha estat representant en la Junta de Personal Docent i Investigador per la Intersindical-CSC.

### Trajectòria política

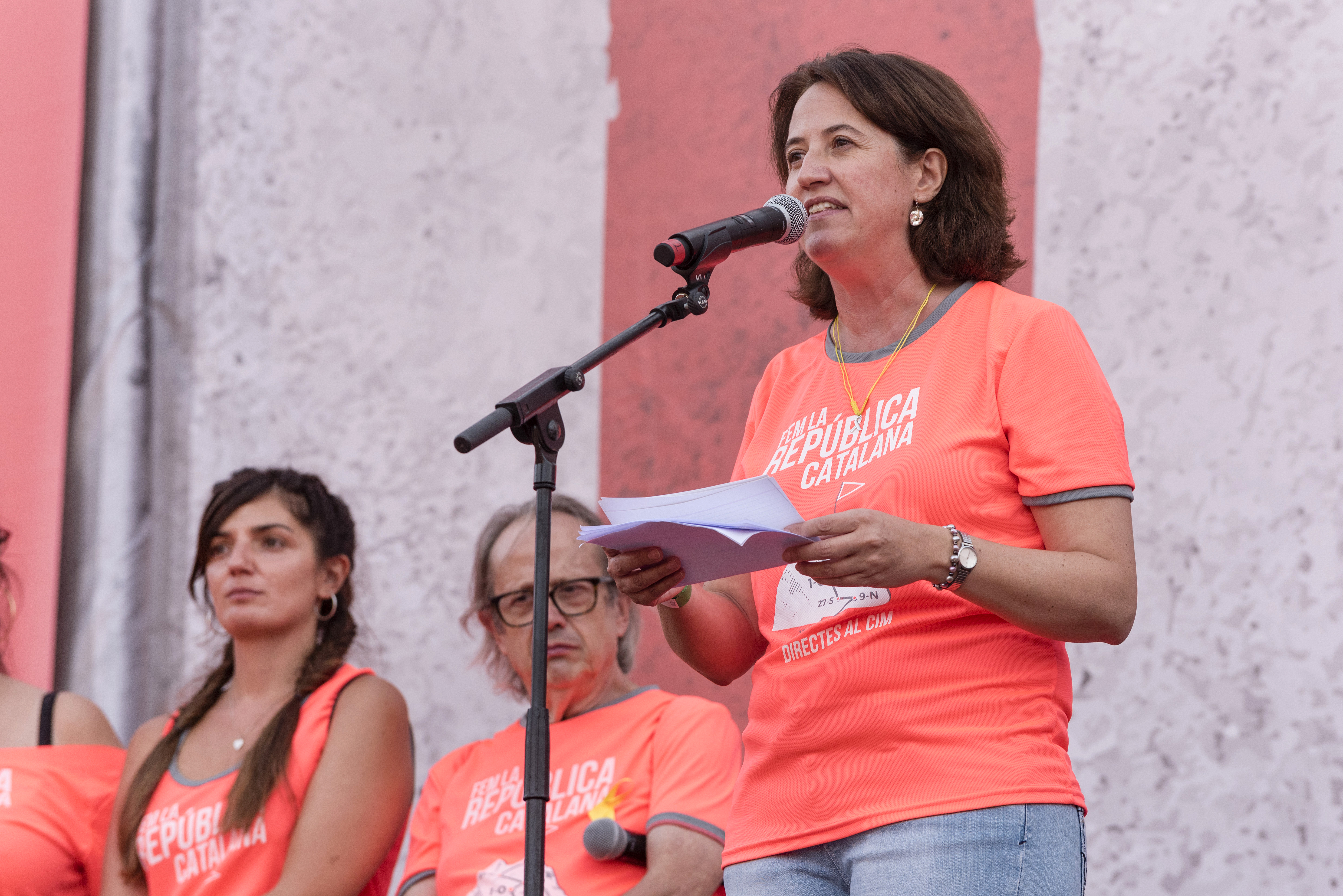
Manifestació 11 Setembre 2018

En l'àmbit cívico-polític, va ser secretària de finances de la Federació Nacional d'Estudiants de Catalunya (1989-1994) i membre del Claustre i la Junta de Govern de la UB en representació dels estudiants. També va ser secretària general del Club FNEC (Associació d'Antics Membres de la FNEC). En el procés d'aprovació de l'Estatut del 2006 va ser la promotora de la campanya Economistes pel No. És impulsora de la plataforma independentista Sobirania i Progrés, creada l'octubre del 2006, i va ser membre de la comissió internacional de la Coordinadora Nacional de la Consulta sobre la Independència i de Barcelona Decideix. En el període 2008-2012 va militar en Esquerra Republicana de Catalunya, on impulsà el corrent crític Esquerra Independentista. En el congrés d'Esquerra Republicana de Catalunya del juny de 2008 fou la consellera nacional més votada amb 1.324 vots, i en el de setembre de 2011, la cinquena més votada.
El 17 de març de 2018 va rebre 5.062 vots en les eleccions al secretariat nacional de l'Assemblea Nacional Catalana, de manera que fou la candidata amb més suport. El 24 de març va ser escollida pel secretariat nacional com a presidenta de l'entitat per substituir Jordi Sànchez. El 13 de juny de 2020 va tornar a ser la candidata més votada en les eleccions al secretariat nacional de l'Assemblea, en rebre 6.078 vots i el 20 de juny de 2020 va ser reelegida Presidenta de l'entitat.